# Tadanari Lee
Tadanari Lee (jap. 李忠成 Ri Tadanari;  ur. 19 grudnia 1985 w Nishitōkyō) – japoński piłkarz pochodzenia koreańskiego występujący na pozycji napastnika. Zawodnik klubu Southampton.

## Kariera klubowa
Lee jako junior grał w klubach Yokogawa Musashino oraz FC Tokio. W 2004 roku został włączony do pierwszej drużyny FC Tokio grającej w J. League. Nie rozegrał tam jednak żadnego spotkania. W 2005 roku odszedł do Kashiwy Reysol, również z J. League. W sezonie 2005 nie zagrał tam żadnym meczu. Z zespołem spadł także do J. League Division 2. W 2006 roku awansował z nim jednak do J. League. W tych rozgrywkach zadebiutował 4 marca 2007 roku w wygranym 4:0 pojedynku z Júbilo Iwata. 17 marca 2007 roku w wygranym 1:0 spotkaniu z Shimizu S-Pulse strzelił pierwszego gola w J. League. W Kashiwie spędził 4 lata.
W 2009 roku Lee odszedł do zespołu Sanfrecce Hiroszima, także występującego w J. League. Pierwszy ligowy mecz zaliczył tam 30 sierpnia 2009 roku przeciwko Montedio Yamagata (2:1). W sezonie 2009 zajął z klubem 4. miejsce w lidze.

## Kariera reprezentacyjna
W 2008 roku Lee wraz z drużyną Japonii U-23 uczestniczył w Letnich Igrzyskach Olimpijskich, które zakończył z nią na fazie grupowej.
W 2011 roku został powołany do kadry seniorskiej na Puchar Azji. W finale turnieju zdobył swoją pierwszą bramkę w kadrze narodowej, która jednocześnie dała Japonii zwycięstwo 1:0 po dogrywce nad Australią i czwarty tytuł mistrzowski w historii.